# Musea
Musea Records (Slogan: Les classiques du futur, französisch für „Die Klassiker der Zukunft“) ist ein französisches Non-Profit-Tonträgerunternehmen, das 1985 von Francis Grosse und Bernard Gueffier in Dombasle-sur-Meurthe gegründet wurde und sich auf Progressive Rock spezialisiert hat. Musea agiert auch als Distributor für assoziierte kleinere Labels und betreibt einen Online-Shop. „Musea“ ist eine veraltete Mehrzahlform von „Museen“, was treffend den Katalog der verlegten und produzierten Künstler und Bands darstellt. 1996 verlegte Musea Records seinen Geschäftssitz nach Metz.

## Geschichte
Grosse und Gueffier lernten sich 1981 auf einem Festival in Reims kennen. Gueffier konnte Grosse dazu bewegen, für sein Musik-Fanzine Notes zu schreiben, das sich vor allem den seinerzeit unmodischen Strömungen der Musik widmete. Im Jahr darauf begannen sie, eine Diskografie der französischen Veröffentlichungen aus Progressive Rock, Folk, Fusion und elektronischer Musik zu erstellen, die 1984 unter dem Titel La Discographie du Rock Français erschien. Die erste Auflage enthielt eine Compact Cassette mit unveröffentlichten Stücken von Troll, Uppsala, Eskaton und anderen Bands, deren Alben wegen schlechtem oder ganz fehlendem Musikmanagement schwer erhältlich waren. Der Erfolg des Buches war so groß, dass 1986, nachdem die erste Auflage schnell vergriffen war, eine zweite, überarbeitete und 1994 eine dritte komplett überarbeitete Auflage erschienen. Im Jahr 2000 veröffentlichte Musea außerdem die Encyclopédie Des Musiques Progressives von Jean-Louis Lafiteau.
Gueffier und Grosse mussten feststellen, dass die meisten Musiker, die in diesen unpopulären Stilen arbeiteten, von einem kommerziellen System abgelehnt wurden, das nur an maximalem und sofortigem Profit interessiert war.

„[…] in the 80’s, I observed that all record companies forgot about Progressive Rock and turned to more profitable styles such as Punk or New Wave. I found particularly inacceptable that any music style may be condamned only for profit reasons.
[…] in den 80er Jahren stellte ich fest, dass alle Plattenfirmen den Progressive Rock vergaßen und sich profitableren Stilen wie Punk oder New Wave zuwandten. Ich fand es besonders inakzeptabel, dass ein Musikstil nur aus Profitgründen verdammt werden darf.“

So stand für Gueffier und Grosse schnell fest, dass die Lösung nur darin bestehen konnte, diese Musik als Selbstproduktion verbreiten zu müssen. Ein weiterer Aspekt drängte sich auf: Da sie durch die Erarbeitung der Diskografie mit vielen Künstlern in Kontakt traten und gleichzeitig bei vielen Lesern die Nachfrage nach Alben ebendieser Künstler stieg, sahen sich die beiden zum Aufbau einer Plattenfirma angeregt. Im November 1985 gründeten Gueffier und Grosse daraufhin Musea Records.
Die erste Aktivität bestand darin, den Bestand an nicht vertriebenen Alben französischer Künstler aus den Bereichen Progressive Rock, Jazz-Rock/Fusion und Neue Musik zu sammeln. Die Herausgabe eines Katalogs ermöglichte es, sie sowohl an Privatkunden als auch an Großhändler in Frankreich und im Ausland zu verkaufen. Dieser Katalog umfasste damals etwa einhundert Titel und bestand hauptsächlich aus Eigenproduktionen, die zu Sammlerstücken wurden: DÜN, Falstaff, Synopsis, Eider Stellaire, Nuance waren einige der ersten Bands, die ihre Alben auf diesem Weg verkaufen konnten.
Im März 1986 startete Musea dann eine eigene Produktion mit dem Album Jeux De Nains von Jean-Pascal Boffo. Stilistisch ähnelte das Album einigen Stücken von Steve Hackett. Von Anfang an war Musea darauf bedacht, jedes Album als ein Gesamtwerk zu betrachten, wo Musik, Cover, Konzept und Texte Teil eines zusammenhängenden Ganzen sein sollten. Musea brachte auch viele Neuveröffentlichungen längst in Vergessenheit geratener Alben von Gruppen wie Sandrose, Pulsar, Arachnoid oder Acyntia heraus, die zu den Meilensteinen der französischen Progressive-Rock-Geschichte gehören.
Anfang der 1980er Jahre wurde das CD-Format eingeführt. Hatte Musea bisher ausschließlich Vinyl-Alben herausgebracht, entschloss man sich 1987 auch auf CD zu produzieren. Da die CD-Box aufgrund ihrer Größe nicht die gleichen gestalterischen Möglichkeiten wie die Vinyl-Alben zuließ, beschlossen die Labelgründer zusammen mit einem mittlerweile erweiterten Mitarbeiterstab aufwändige Booklets mit zahlreichen Informationen, Texte und Bildern der jeweiligen Künstler zu erstellen.
Auch Original-Masterbänder wurden oft restauriert und mit zusätzlichem, bisher unveröffentlichtem Material veröffentlicht. Ein typisches Beispiel ist das Neuschwanstein-Album Alice in Wonderland von 2008, welches ursprünglich sogar nur als Demo-Kassette vorlag. Die Kassette wurde aufwändig tontechnisch auf einen akzeptablen Klangstandard gemastert und zusammen mit einem umfangreichen Booklet als CD veröffentlicht. Ein weiteres Beispiel für die Bemühungen Museas, verschollenes Material wiederzubeleben, ist das Album Vemod der schwedischen Band Anekdoten. Das zunächst selbst produzierte Album wurde anschließend vom japanischen Label Arcàngelo aufgekauft und tontechnisch aufgewertet. Die Auflage war allerdings ziemlich klein und schnell vom Markt verschwunden. Musea bot der Band dann später an, die ursprünglichen Masterbänder auf einen ähnlich hohen Klangstandard wie die japanische Ausgabe zu bringen.
Der Ruf Museas, verloren geglaubte Schätze des Progressive Rocks wieder ans Licht zu bringen, ging inzwischen weit über Frankreich hinaus. Künstler aus aller Welt traten mit Musea in Verbindung, um über dieses Label ihre eigenen Projekte zu veröffentlichen. Da es sich dabei nicht nur um Progressive Rock handelte, wurden Sub-Labels gegründet: z. B. 1988 „Musea Parallèle“, das sich der Jazz-Rock/Fusion-Musik widmete und 1994 „Brennus Music“, welches den Fokus auf Heavy Metal legte. Weitere Sub-Labels für die verschiedensten Musikrichtungen sollten folgen: Angular Records (Neo-Prog), Gazul (Neue Musik), Ethnea (Folk und Weltmusik), Dreaming (Electronic Music und New Age), Bluesy Mind (Bluesrock) u. v. a.
Die historische Aufarbeitung zahlreicher älterer, meist vergriffener Produktionen interessierte auch ausländische Labels, die mit Musea Lizenzvereinbarungen getroffen haben, um bestimmte Titel aus dem Musea Katalog in ihren jeweiligen Ländern zu veröffentlichen, so z. B. Süd-Korea, Japan oder auch Russland. Aber auch in umgekehrter Richtung funktionierte das System: Musea konnte Lizenzen von ausländischen Firmen erwerben, um sie in Europa heraus bringen zu können. Herausragende Beispiele dafür sind das Pink Floyd Tributalbum Pigs And Pyramids (2002) unter der Führung von Billy Sherwood (Ex-Yes) oder auch das Comebackalbum Focus 8 von Focus. Auch die Procol Harum Alben aus den 1970er Jahren wurden von Musea im Digipak-Format wieder neu aufgelegt.
Eine besondere Erwähnung verdient die Wiederveröffentlichung älterer Alben der schwedischen Band Kaipa. Die Wiederauflagen verkauften sich so gut, dass die Band dadurch angeregt wurde, sich im Jahr 2000 wieder neu zu formieren.
Musea produziert nicht nur Gruppen und einzelne Künstler, sondern unterstützt sie auch bei Live-Veranstaltungen. So beteiligte sich das Label von 1994 bis 2000 am „ProgFest“, dem ältesten und bekanntesten Progressive-Rock-Festival in den USA. Von solchen Live-Auftritten wurden auch Aufnahmen mitgeschnitten und veröffentlicht. Seit 1997 gibt es Beteiligungen am „BajaProg“ in Mexicali in der Nähe von San Diego (USA), oder auch dem „NearFest“ (USA), dem „Prog'Sud“ (Frankreich) und dem „Rio ArtRock Festival“ (Brasilien).

## Bands
Musea verlegte oder verlegt u. a. Alben der folgenden Musiker und Bands:
- Abacus
- Anekdoten
- Ange
- Argos
- Ars Nova
- Daimonji
- Christian Décamps
- Eider Stellaire
- Flor de Loto
- Gerard (Band)
- Happy the Man
- Jack Dupon
- Kaipa
- Kotebel
- Landberk
- Lazuli
- Minimum Vital
- Motoi Sakuraba
- Neuschwanstein
- Procol Harum
- Pulsar
- Quidam
- Ritual
- Sebastian Hardie
- Sebkha-Chott
- Shades of Dawn
- Shub-Niggurath
- Soft Machine
- Solar Project
- Témpano
- Terpandre
- Trace
- Rick Wakeman
- Weidorje
- Zao
- XII Alfonso

## Sublabels
Musea Records führt mehrere angeschlossene Sublabels, die jeweils verschiedene, dem Progressive Rock, bzw. der neuen Musik zugeordnete Musikstile abdecken (Auswahl):
- Angular: Neo-Prog
- Bluesy Mind: Bluesrock
- Brennus: Metalcore
- BTI: Hard Rock, Heavy Metal
- Dreaming: Elektronische Musik, Ambient
- Ethnea: Folk-Rock, Weltmusik
- Gazul: Neue Musik
- Great Winds: Fusion, Jazz Rock, Neue Musik
- Musea Parallèle: Jazz Rock, Fusion
- Musiphyle: Progressive Rock der 1970er Jahre
- Rebel: anspruchsvolle Rockmusik der Gegenwart
- Thundering: Heavy Metal